# Stazione di Nishi-Kanazawa
La stazione di Nishi-Kanazawa (西金沢駅?, Nishi-Kanazawa-eki) è una stazione ferroviaria della città di Kanazawa, nella prefettura di Ishikawa in Giappone, e serve la linea principale Hokuriku della JR West. A fianco del lato est della stazione si trova la stazione di Shin-Nishikanazawa (新西金沢駅?, Shin-Nishikanazawa-eki) delle ferrovie dell'Hokuriku.

## Stazione JR West

### Linee
JR West
■ Linea principale Hokuriku

### Struttura
La fermata è dotata di un marciapiede a isola con due binari passanti, collegati da sovrappassaggio al fabbricato viaggiatori, e si trova sotto il viadotto del costruendo Hokuriku Shinkansen.
| 1 | ■ Linea principale Hokuriku | per Komatsu, Fukui e Tsuruga |
| 2 | ■ Linea principale Hokuriku | per Kanazawa e Toyama        |

## Stazione ferrovie dell'Hokuriku

### Linee
Ferrovie dell'Hokuriku
■ Linea principale Hokuriku

## Stazioni adiacenti
| 《                        | Servizio                  | 》                        |
| Linea principale Hokuriku | Linea principale Hokuriku | Linea principale Hokuriku |
| ------------------------- | ------------------------- | ------------------------- |
| Nonoichi                  | Locale                    | Kanazawa                  |
| Linea Ishikawa            |                           |                           |
| Nishi-Izumi               | Locale                    | Oshino                    |